# Myrmarachne simonis
Myrmarachne simonis är en spindelart som först beskrevs av Herman 1879.  Myrmarachne simonis ingår i släktet Myrmarachne och familjen hoppspindlar. Inga underarter finns listade i Catalogue of Life.